# Neuracanthus ovalifolius
Neuracanthus ovalifolius är en akantusväxtart som först beskrevs av Adriano Fiori, och fick sitt nu gällande namn av S. Bidgood och R.K. Brummitt. Neuracanthus ovalifolius ingår i släktet Neuracanthus och familjen akantusväxter. Inga underarter finns listade i Catalogue of Life.